# 1620

## Родени
- 20 октомври – Алберт Кейп, холандски художник
- 31 октомври – Джон Ивлин, английски писател

## Починали
- Пимен Зографски,
- Симон Стевин, Фламандски математик и инженер